# 罗比·基恩
罗比·基恩（英語：Robbie Keane，1980年7月8日—）是一名已退役愛爾蘭職業足球員，司職前鋒，前愛爾蘭共和國國家足球隊隊長，是一名速度與技術兼備的攻擊球員。其入球後的招牌翻滾及模仿機關鎗的慶祝動作深入人心。

## 生平

### 俱乐部
罗比·基恩早年於英冠俱乐部狼隊出道，基恩第一次上陣是於1997年，當時具備強勁爆炸力以及敏銳射門觸覺的基恩被外界譽為「愛爾蘭奧雲」，是一眾英超球會爭相羅致的對象。基恩於狼隊的表現不俗，間中會串演攻擊中場位置。基恩共為狼队上陣88場，攻入29球，并於1999年以令人惊讶的六百萬英鎊的轉會費加盟當時的英超中下游球隊高雲地利，原先外界一般認為基恩會加盟一支具爭冠能力的球隊。基恩的轉會創造了英超年青球員轉會費的新紀錄。
轉會至高雲地利之後，基恩很快便憑他光芒四射的表現引起外界注意，全季上陣34場比賽，射入12球。其後意甲豪门國際米蘭於2000年夏季捷足先登成功購入這名前線殺手，把基恩帶到意大利球壇。基恩成為了當時球隊的巨星朗拿度及韋利的前線拍擋。可惜基恩在國際米蘭過得並不如意，長期居於後備席上，只上陣6場射入2球，後來球隊於12月便把基恩租借回英格蘭俱乐部利兹联，他的意大利之旅在短短幾個月間亦告結束。
基恩於利兹联正選上陣14場射入9球，球隊於2001年5月正式把基恩買斷。雖然他於球隊有不錯的表現，但利兹联卻於2002年因為債務問題把基恩出售至英超大俱乐部热刺。
基恩加盟熱刺後獲得了主力地位，有時更需串演左翼鋒以解決球隊於左路側翼不足的問題。此外基恩亦是球隊的副隊長，他与貝碧托夫堪称英超中上乘的前锋组合。基恩于2008年1月19日在对新特蘭的比赛中攻入加盟热刺以来的第100球。
2008年7月28日，基恩以2,030萬英鎊轉會利物浦，簽約四年。作為一名以高價轉會的前鋒，堅尼加盟利物浦後卻一直未能進球。在2008年10月1日的歐聯小組賽對PSV燕豪芬的賽事中，才射入代表利物浦的首個進球。此后他一直得不到主帅本尼特斯的信任，有多场比赛甚至连替补席都轮不到。
2009年2月2日，基恩从利物浦返回到熱刺，转会费1,200万英镑再加附加條款，簽約四年，成為繼及後第三位在季初離隊重返熱刺的球員。9月26日聯賽主場對，基恩個人連入4球，協助熱刺大勝5-0。
2009/10年球季由於及表現出色，霸佔熱刺兩個前鋒正選席位，加上季中借用的，基恩出場機會減少，於2010年冬季轉會窗最後一刻，獲外借到兒時已擁戴的些路迪直到球季結束，翌日首次披甲上陣作客對，以0-1敗陣而回。在經歷一段磨合期，其後漸入佳境，在13場賽事中取得12個入球，其中8球在3月份射入，獲選「蘇超每月最佳球員」。
隨著基恩的出場機會日漸減少，離隊的傳聞不絕，2011年1月14日熱刺宣佈接納伯明翰城的600萬英鎊出價，初步400萬英鎊現金及附加條款200萬英鎊，基恩獲准與伯明翰城商討私人條件，但三日後伯明翰城以財務不化算為由退出交易。1月30日備受降班威脅的韋斯咸借用基恩直到球季結束，並可於借用期後正式收購，期間上陣10場及射入兩球，但韋斯咸於球季結束後降班英冠，基恩惟有返回熱刺。
2011年8月5日基恩客串紐約宇宙在保羅·史高斯的告別賽出戰曼聯。8月15日他正式轉投美職聯球會洛杉磯銀河，據報身價約為350萬英鎊，是隊中3名「特定球员规则」（Designated Player Rule）的球員之一。8月20日首次上陣出戰圣何塞地震，於21分鐘即取得加盟後首個入球。11月20日他在美国足球大联盟杯決賽助攻予蘭頓·當奴雲射入奠勝球，以1-0擊敗休斯敦迪纳摩奪冠。
2012年1月12日基恩以借用身份重返英超，效力阿士東維拉兩個月。

### 國家隊
基恩於1998年首次代表愛爾蘭上陣，當時的對手是捷克。基恩作为球队的一员參加了2002年日韓合辦的世界杯，並於4場比賽中射入3球，表現出色。
基恩曾擔任愛爾蘭的隊長，共代表球隊上陣超過146場，並射入68球，是愛爾蘭歷史上入球最多的球員。

## 球場以外
由於香港甲組足球聯賽南華足球隊與英超球队热刺持有伙伴關係，罗比·基恩效力熱刺時，亦有份在由無線電視製作的《南華夢飛翔》中客串亮相。

## 外部連結
- Robbie Keane in LA Galaxy （页面存档备份，存于）
- Official Tottenham Profile （页面存档备份，存于）
- Robbie Keane – FIFA國際賽競賽紀錄 (存檔)
- BBC Sport profile （页面存档备份，存于）
- 足球数据库：罗比·基恩的球员统计数据
- Official LFC profile （页面存档备份，存于）
- FIFA.com Profile （页面存档备份，存于）
- 熱刺官方 羅比·堅尼檔案 （页面存档备份，存于）
- 些路迪官方 羅比·堅尼檔案